# Roslandy Acosta
Roslandy Acosta (La Guaira, Venezuela, 25 de febrero de 1992) es una voleibolista venezolana. Acosta participó en los Juegos Olímpicos de Beijing 2008, con tan sólo 17 años. Ha participado en ligas internacionales, como en Italia y en Brasil. 

## Formación académica
Roslandy Acosta comenzó su carrera deportiva a los 8 años de edad en la escuela y a los 13 años ingresó a la selección de Venezuela, como brilló desde temprana edad varios clubes profesionales mostraron su interés en contratar sus servicios, pero decidió rechazar las ofertas para dedicarse a los estudios, graduándose de TSU en Contaduría en County Cowley Community College. También obtuvo el título de Licenciada en Sociología y Administración en la Universidad de Arkansas.

## Clubes
- Valencianas (2012-2013)
- Kangasala (2014)
- Volley Koniz (2015)
- Vilsbiburg (2016)
- SC Potsdam (2017)
- Deportivo Anzoátegui (2017-2018-2019)[3]
- Volley Bergamo (2018)
- Itambé Minas(2020)[4]
- PFU BlueCats(2021)[4]

## Selección de Venezuela
- Juegos Suramericanos Perú 2006 4.º lugar
- Juegos del Alba 2007 Campeón Juegos Suramericanos Chile 2007 3er lugar
- Juegos Escolares Centroamericanos y del Caribe 2007 Campeón
- Preolímpico 2007 Campeón
- Juegos Olímpicos Beijing 2008
- Campeonato Mundial México 2009
- Copa Panamericana Juvenil Perú 2011
- Juegos Centroamericanos México 2011
- Preolímpico Argentina 2016
- Copa Panamericana clasificatoria al Gran Prix (Logrando la clasificación)

## Palmarés
- Mejor Bloqueo Suramericano 2008[2]
- MVP Bundesliga 2015/2016
- Mejor Opuesto Bundesliga 2016/2017
- Mejor Anotadora Bundesliga 2016/2017
- Campeón Superliga de Brasil Itambé/Minas 2019/2020
- Subcampeón Supercopa de Brasil Itambé/Minas 2019/2020
- Quinto en el Campeonato Mundial de Clubes Itambé/Minas 2019/2020
- Tercer Lugar Copa de Brasil Itambé/Minas 2019/2020
- Campeón Suramericano de Clubes Itambé/Minas 2019/2020